# خودوملاپی، بوتسوانا
خودوملاپی (به انگلیسی: Khudumelapye) شهری در ناحیهٔ کوننگ کشور بوتسوانا است که در سال ۲۰۰۰ میلادی ۳٬۲۴۸ نفر جمعیت داشته که از این تعداد، ۱٬۶۴۵ نفر مرد و ۱٬۶۰۳ نفر زن بوده‌اند.